# 高野村 (岐阜県)
高野村（たかのむら）は、かつて岐阜県武儀郡にあった村である。
現在の関市武芸川町高野に該当する。

## 歴史
- 1889年（明治22年）7月1日 - 町村制により、高野村が発足。
- 1897年（明治30年）4月1日 - 八幡村、小知野村、跡部村、広見村と合併し、南武芸村が発足。同日高野村は廃止。

## 教育
- 博愛尋常高等小学校（現・関市立博愛小学校）